# La Verde
La Verde är en ort i Argentina.   Den ligger i provinsen Chaco, i den nordöstra delen av landet, 800 km norr om huvudstaden Buenos Aires. La Verde ligger 67 meter över havet och antalet invånare är 2 995.
Terrängen runt La Verde är mycket platt. Närmaste större samhälle är Makallé, 12,4 km sydost om La Verde.
Omgivningarna runt La Verde är huvudsakligen savann. Runt La Verde är det glesbefolkat, med 9 invånare per kvadratkilometer.